# رونالد فيكتور غارسيا
رونالد فيكتور غارسيا (بالإنجليزية: Ronald Víctor García)‏ هو مصور سينمائي ومخرج أمريكي، ولد في القرن العشرين.

## وصلات خارجية
- الموقع الرسمي
- رونالد فيكتور غارسيا على موقع IMDb (الإنجليزية)
- رونالد فيكتور غارسيا على موقع ألو سيني (الفرنسية)
- رونالد فيكتور غارسيا على موقع أول موفي (الإنجليزية)
- رونالد فيكتور غارسيا على موقع قاعدة بيانات الأفلام السويدية (السويدية)
- رونالد فيكتور غارسيا على موقع قاعدة بيانات الفيلم (الإنجليزية)
- رونالد فيكتور غارسيا على موقع كينوبويسك (الروسية)